# وزارت امنیت کشور (چین)
وزارت امنیت کشور (ام اس اس) یک سازمان اطلاعاتی و امنیتی غیرنظامی جمهوری خلق چین است که مسئولیت فعالیتهای ضد جاسوسی، اطلاعات خارجی و امنیت سیاسی را برعهده دارد و دفتر اصلی آن در پکن قرار دارد.
ماده ۴ آیین دادرسی کیفری به ام اس اس اختیاراتی همانند پلیس برای دستگیری و بازداشت افراد در جنایات مربوط به امنیت ملی با نظارت یکسان توسط دادستانها و دادگاه‌ها داده‌است. قانون اطلاعات ملی مصوب سال ۲۰۱۷ به ام اس اس اختیارات وسیعی در مورد جاسوسی داخلی و خارجی داده‌است. این قانون همچنین این اختیار را به ام اس اس داده‌است که کسانی را که باعث ایجاد مانع یا فریب در انجام کارهای اطلاعاتی می‌شوند را تا ۱۵ روز بازداشت کنند.
شبکه دفاتر امنیت و وزارت امنیت کشور نباید با شبکه مجزا و موازی دفاتر امنیت عمومی که توسط وزارت امنیت عمومی اداره می‌شوند اشتباه گرفت. سندی از وزارت دادگستری ایالات متحده آمریکا این سازمان را ترکیبی از سیا و اف‌بی‌آی توصیف کرده‌است.